# Maurice Garin

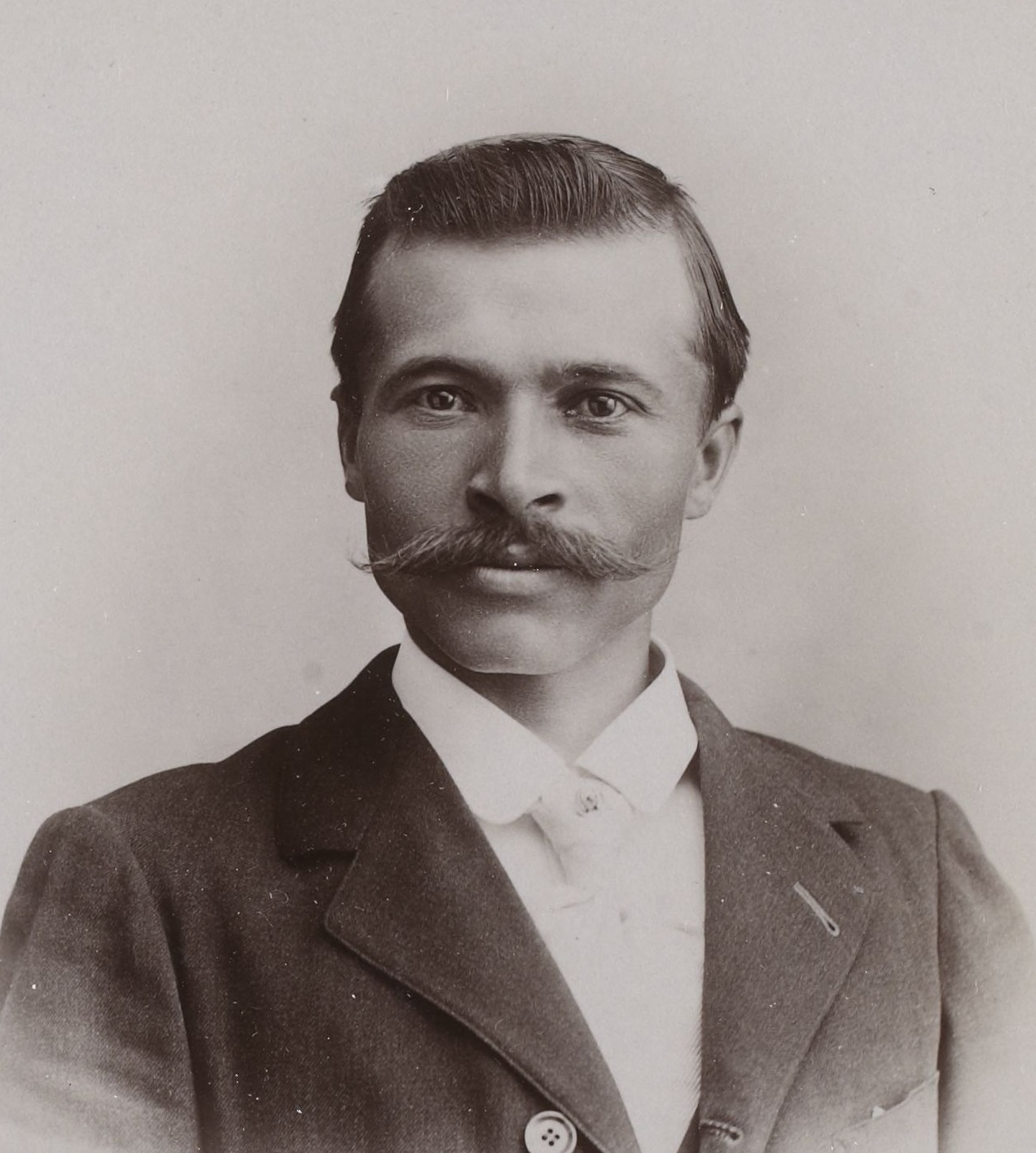
Maurice Garin (1901)

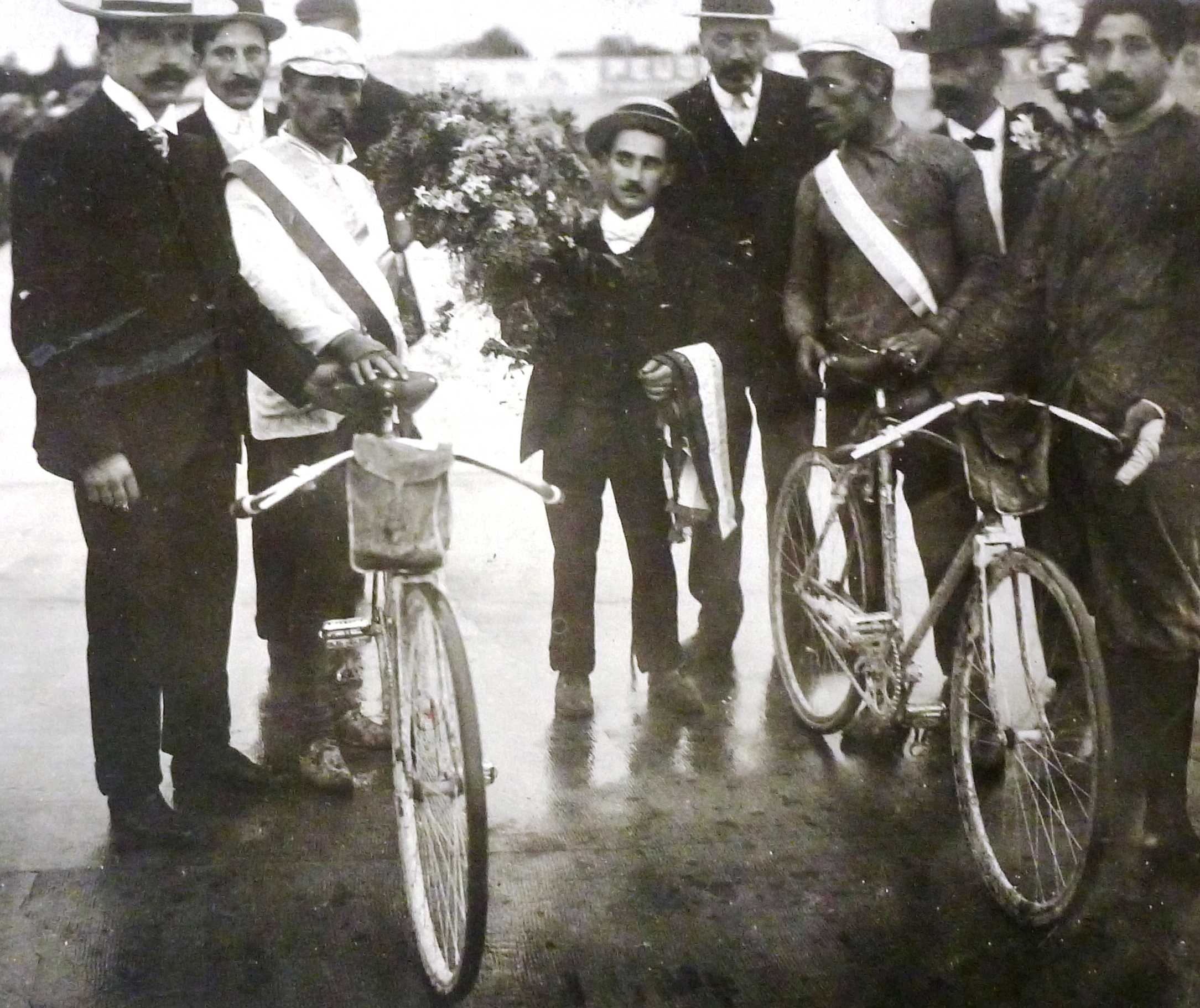
Maurice Garin (links in Weiß) nach seinem Sieg bei der Tour 1903

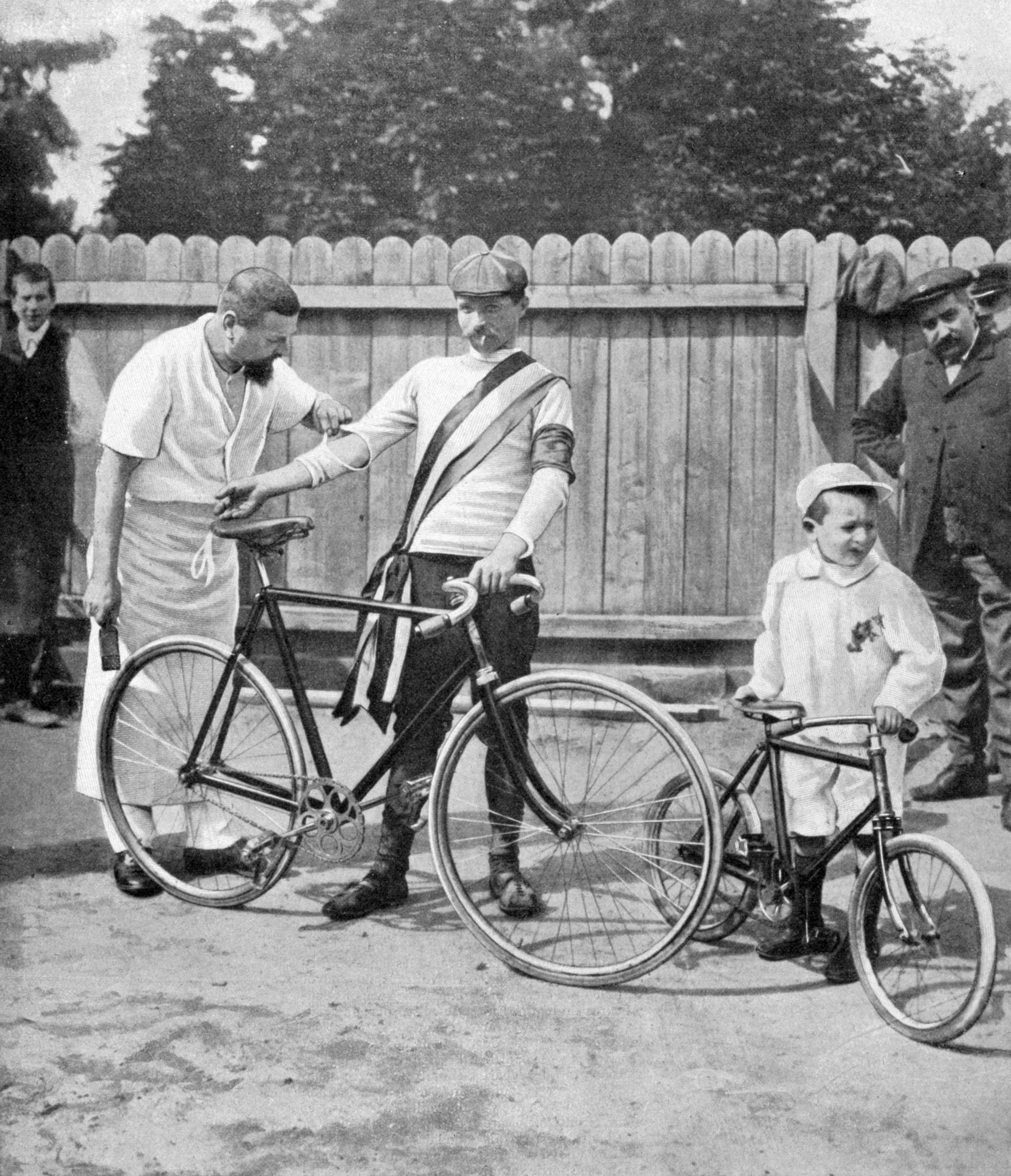
Garin mit Masseur und Sohn 1903

Maurice Garin (* 3. März 1871 in Arvier, Italien; † 19. Februar 1957 in Lens, Frankreich) war ein italienisch-französischer Radrennfahrer.

## Sportliche Laufbahn
Der im italienischen Aostatal geborene Garin war gelernter Schornsteinfeger und nahm im Dezember 1901 die französische Staatsbürgerschaft an. Bereits 1894 stellte er seine Ausdauerqualitäten unter Beweis, als er das 24-Stunden-Rennen von Lüttich gewann.
Er gewann 1897 und 1898 den Radklassiker Paris–Roubaix, 1901 zudem das Radrennen Paris-Brest-Paris. 1903 gewann er schließlich die erste Ausgabe der Tour de France mit einem Vorsprung von fast drei Stunden, ein Rekord, der bisher nicht überboten werden konnte. Seinen Sieg verdankte der „Kleine Schornsteinfeger“, wie man ihn aufgrund seines Berufes nannte, der Disqualifikation des eigentlich führenden Teilnehmers Hippolyte Aucouturier, der sich von einem Auto hatte ziehen lassen.
Die Tour de France 1904 konnte Garin ebenfalls gewinnen. Anschließend kam es jedoch zu einem Skandal, als man ihm nachweisen konnte, dass er – wie andere Fahrer auch – Abkürzungen z. B. über Waldwege genommen und die Eisenbahn benutzt hatte, um schneller ans Etappenziel zu kommen. Auch ist bekannt, dass er Reifen benutzte, die ein Bar mehr Druck aushielten und damit 2 km/h schneller fahren konnten als die anderen Fahrer. Nach einer mehrmonatigen Untersuchung wurde ihm schließlich der Sieg aberkannt und stattdessen dem jungen Henri Cornet, dem Fünftplatzierten, am grünen Tisch zugesprochen.
Garin legte während der Rennen viel Wert auf ausgewogene Ernährung, war aber auch ein intensiver Zigarettenraucher und Weintrinker. Er hatte zwei Brüder (Ambroise Garin und César Garin), die ebenfalls Radrennfahrer waren.